# 基利島
基利島是太平洋的環礁，屬於拉利克礁鏈的一部分，是馬紹爾群島24個立法選區（legislative district）之一，位於賈盧伊特環礁西南48公里，土地面積0.93平方公里，是馬紹爾群島最小的島嶼之一，沒有中央潟湖或暗礁保護，2005年人口600。

## 外部連結
- bikiniatoll.com - History and status of the Bikini Islanders（页面存档备份，存于）
- Entry at Oceandots.com（页面存档备份，存于）
- Marshall Islands site （页面存档备份，存于）